# Horní Heřmanice (Ústí nad Orlicí-i járás)
Horní Heřmanice település Csehországban, az Ústí nad Orlicí-i járásban. Horní Heřmanice Štíty, Horní Čermná, Výprachtice és Cotkytle településekkel határos. Lakosainak száma 452 fő (2024. január 1.).

## Népesség
A település lakosságának változását az alábbi diagram mutatja:
| Lakosok száma | 2091 | 2003 | 1610 | 874  | 574  | 476  | 492  | 461  | 449  | 452  |
|               | 1869 | 1890 | 1921 | 1950 | 1980 | 2001 | 2017 | 2019 | 2022 | 2024 |